# Užpelkių pievos
Užpelkių pievos este o arie protejată (sit de importanță comunitară — SCI) din Lituania întinsă pe o suprafață de 47 ha, integral pe uscat.

## Localizare
Centrul sitului Užpelkių pievos este situat la coordonatele 56°09′44″N 22°39′47″E / 56.1622°N 22.6631°E.

## Înființare
Situl Užpelkių pievos a fost declarat sit de importanță comunitară în septembrie 2008 pentru a proteja un număr necunoscut de specii din flora spontană și fauna sălbatică aflate în arealul zonei.

## Biodiversitate
Situată în ecoregiunea boreală, aria protejată conține 4 habitate naturale: Pajiști uscate seminaturale și facies de acoperire cu tufișuri pe substraturi calcaroase (Festuco-Brometalia) (* situri importante pentru orhidee), Pajiști aluvionare boreale nordice, Fânețe de joasă altitudine (Alopecurus pratensis, Sanguisorba officinalis), Pajiști din zone de pădure fino-scandinave.
La baza desemnării sitului se află un număr nedeclarat de specii protejate.
Pe lângă speciile protejate, pe teritoriul sitului au mai fost identificate 10 specii de plante.